# Johannes Plendl
Johannes Plendl (auch Hans Plendl; * 6. Dezember 1900; † 10. Mai 1991) war ein deutscher Physiker und Erfinder. Er erfand mehrere Funknavigationsverfahren, mit deren Hilfe die Luftwaffe der Wehrmacht ihre Großangriffe auf das Vereinigte Königreich in der ersten Hälfte des Zweiten Weltkriegs ausführen konnte.

## Leben
Nach dem Physikstudium an der TH München und Promotion bei Jonathan Zenneck trat Plendl eine Stelle in Berlin-Adlershof bei der Deutschen Versuchsanstalt für Luftfahrt (DVL) am Flugplatz Berlin-Johannisthal an. Dr.-Ing. Plendl erhielt 1934 an der DVL-Zweigstelle Rechlin die Leitung der Abteilung F (Funkforschung). Diese wurde 1936 Teil der Erprobungsstelle der Luftwaffe (E-Stelle), wo er das X-Verfahren (Deckname „Wotan I“) für den präzisen Bombenzielwurf entwickelte, für das Telefunken die Sender und Empfänger fertigte. Das Verfahren benutzte vier Leitstrahlen auf Frequenzen von 66 bis 77 MHz, was einer Wellenlänge von 4,5 bis 3,9 Metern entspricht. Auf 350 km Entfernung konnte ein Quadrat von 300 Metern Breite getroffen werden. Nach Abschluss der Erprobung wurde 1938 das X-Verfahren bei der Luftwaffe eingeführt.
Die während der Luftangriffe auf England – unter anderem die „Operation Mondscheinsonate“ am 14./15. November 1940 gegen Coventry – für das X-Verfahren eingesetzten Sender standen in der Nähe von Cherbourg (Leitstrahl) und bei Calais. Plendls Mitarbeiter und meist auch er selbst weilten damals im französischen Poix-de-Picardie, wo die Kampfgruppe 100 lag, welche die mit Leitstrahl geführten „Pfadfinder“-Flugzeuge stellte. Diese Anwesenheit war erforderlich, weil das System bald von britischer Seite in wirksamer Weise gestört wurde. Der dafür verantwortliche britische Spezialist war Reginald Victor Jones. Er und Plendl wurden nach dem Krieg Freunde.
Während des Krieges entwickelte Plendl mit seinen Mitarbeitern an der E-Stelle Rechlin ein taktisch zweidimensionales Ortungsverfahren „Y“, das die Position aus der gemessenen Entfernung zu zwei festen Sendeorten bestimmte (siehe Hyperbelnavigation). Es wurde unter dem Namen Erika mit einer Genauigkeit von 0,01 Grad erprobt, kam aber nicht mehr zum Einsatz.
Plendls Erfolge wurden von Reichsmarschall Hermann Göring anerkannt. Früh erhielt er den Titel Preußischer Staatsrat. Ende 1942 wurde er zum Bevollmächtigten der Hochfrequenzforschung ernannt. Nach dem britischen Erfolg beim Angriff auf Hamburg (Operation Gomorrha), der mit verbesserter Radartechnik durch Düppel (Radartäuschung) ermöglicht worden war, wurde er im Dezember 1943 als Bevollmächtigter abgesetzt und durch Abraham Esau ersetzt.
In der Anfangsphase des Krieges erfüllten sich Plendl und sein Stellvertreter Walter Dieminger den lang gehegten Wunsch, ein Beratungs- und Vorhersagesystem für die als unzuverlässig geltende Kurzwelle einzurichten. In ihrem Auftrag entwickelte Karl Rawer ein analytisches Berechnungsverfahren, das abhängig von Uhrzeit, Monat, Entfernung, Sonnenaktivität und Frequenz die Wahrscheinlichkeit einer befriedigenden Verbindung ermittelte. Karl-Otto Kiepenheuer errichtete ein Netz ausgerüsteter Beobachtungs-Stationen, um die wechselnden Emissionen der Sonne zu erfassen, mit denen man hoffte, Störungen der Ionosphäre vorhersagen zu können.
Nach dem Krieg wurde Plendl mit seiner Familie in die USA zum Air Force Cambridge Research Laboratory verbracht. Zum Erstaunen seiner neuen Dienstherren weigerte er sich, weiterhin Funknavigation zu betreiben. Er bestand darauf, mit eigenen Ideen im Bereich der Festkörperphysik tätig zu werden. Nach Jahren ohne Anerkennung erhielt er als erster den Forschungspreis seiner US-Air-Force-Dienststelle. Nach seiner Pensionierung lebte Hans Plendl in Meran.